# Platysaurus mitchelli
Platysaurus mitchelli är en ödleart som beskrevs av  Arthur Loveridge 1953. Platysaurus mitchelli ingår i släktet Platysaurus och familjen gördelsvansar.
Artens utbredningsområde är Malawi. Inga underarter finns listade i Catalogue of Life.